# Лютик бокоцветковый
Лю́тик бокоцветко́вый (лат. Ranunculus lateriflorus) — вид цветковых растений рода Лютик (Ranunculus) семейства Лютиковые (Ranunculaceae).

## Ботаническое описание
Однолетнее неопушённое травянистое растение 5—15 см высотой. Листовые пластинки от яйцевидной и широколанцетной до линейной формы, цельные, нижние листья на довольно длинных черешках, верхние — сидячие. Цветки одиночные, пазушные, на длинных цветоножках.
Цветение в июле-августе.
Плоды — семянки, обратнояйцевидные, неопушённые. Размножение только семенное.

## Распространение и местообитание
Ареал вида охватывает Кавказ, юг Западной Сибири, северо-восток Средней Азии, юго-восток Восточной Европы, Средиземноморье, Малую Азию. В Европейской части России встречается в южных регионах. Растёт в сырых западинах, на солончаках.

## Охрана
Крайне редкий вид, тенденции численности не ясны. Основной лимитирующий фактор — жёсткая требовательность к почве.
Вид включён в Красные книги Республики Калмыкия, Ростовской области, Самарской области, Саратовской области, Ставропольского края, а также в Красную книгу Закарпатской области Украины.

## Синонимы
- Buschia lateriflora (DC.) Ovcz., 1940
- Ranunculus nendtwichii Friv., 1836
- Ranunculus nodiflorus subsp. lateriflorus (DC.) P.Fourn., 1936